# Volto (Pompeo Borra)
Volto è un dipinto di Pompeo Borra. Eseguito nel 1972, appartiene alle collezioni d'arte della Fondazione Cariplo.

## Descrizione
Fra gli ultimi di una produzione sempre più intensa, questo ritratto femminile appare privo di ogni introspezione psicologica; la ieraticità del viso è resa dalla primitività del disegno, dall'innaturalezza dei colori e dall'assenza di ogni oggetto in grado di calare la figura in un'ambientazione riconoscibile.